# 曼薩納雷斯區
曼薩納雷斯區（西班牙語：Distrito de Manzanares），是秘魯的一個區，位於該國中部胡寧大區的康塞普西翁省，始建於1953年1月16日，面積20.36平方公里，海拔高度3,372米，2005年人口1,669，人口密度每平方公里82人。